# سن بارك
سن بارك (بالإنجليزية: Sun Park)‏ هي راقصة أسترالية، ولدت في 3 يناير 1981 في كوريا الجنوبية.